# 島の人
『島の人』（しまのひと）は、ひらのあゆによる日本の4コマ漫画作品。2001年に『まんがタイムダッシュ』（芳文社）にて連載を開始。『ダッシュ』は短期間で廃刊し連載終了となるが、2003年から2011年にかけて『まんがタイム』増刊にあたる『まんがタイムコレクション・ひらのあゆ特集』に掲載された。
なお『コレクション』掲載時、2ページ分のショート作品の場合はタイトルが『プチ島の人 御機嫌よう、チャーリー』（プチしまのひと ごきげんよう、チャーリー）と変更される。また、ひらのの別作品『ラディカル・ホスピタル』とのクロスオーバー作品である『島の医者』（しまのいしゃ）『島のラディカル人』（しまのラディカルびと）も掲載された（『島の医者』は「ラディカル〜」の単行本第20巻、『島のラディカル人』は同第24巻にそれぞれ収録）。

## ストーリー
豪華客船でアルバイトをしていた青年・ゴウは遭難事故に逢い、海に投げ出されてしまった。そしてゴウは南洋の孤島に流れ着いたが、そこは世界的大富豪の子息・カイルとマリエの兄妹とその執事・チャーリーが『なんちゃってサバイバル生活』を楽しむ島であった…。

## 登場人物
ゴウ
この島に流れ着いた青年。当初は社会復帰を目論むが、この島やカイルたちのゆるい生活になじんでいくうちにそういった素振りを見せなくなった。
カイル
この島の「当主」。威厳を見せようとするが、実際は泣き虫で甘えん坊。なお島での生活は基本的には自給自足だが、定期的に自家用機が物資を島に落としていっている。
マリエ
カイルの異母妹で、一家の末娘でもある。兄と違ってしっかり者で、おっとりとした性格。なお「異母」なのは父が「美女好き」である為で、カイルやイリヤ（後述）、また他の兄弟姉妹は全て違う母から生まれ世界中に散らばり、父からの養育費を元に生活している。ちなみに兄弟姉妹の名前は最初のスペルがアルファベット順に並んでいるという。最終回で彼女が島暮らしをしている理由が明かされている。
チャーリー
カイルたちに仕える執事。あらゆる雑務処理能力に優れ、「最強の執事」との称号も。なお若くして頭が薄くなり、この時点で「この頭で似合う仕事は執事ぐらい」とこれが天職であることを悟った。
イリヤ
カイル・マリエの異母兄で、父の後継者と目されていたが、実はそうではなかった。世界を飛び回る「ヒコーキ野郎」で、島には自家用ヘリコプターからパラシュートで落下してくる。夏の島でも冬の服装を趣味で身につけている。マリエを溺愛するが、カイルにはちょっと冷たい。
ライサンダー
カイルの父が雇っている傭兵で、島の沿岸警備隊長。階級は曹長。暑苦しい性格。本人は隠密行動を取っているつもりだがバレバレ。
フレデリック
ライサンダーの部下で、階級は伍長。上官と違って、性格はクール。

## 単行本
- ひらのあゆ『島の人』 芳文社〈まんがタイムコミックス〉、単巻
2012年4月22日初版初刷発行（2012年4月7日発売[1]）、ISBN 978-4-8322-5069-7